# آن تونغبراسوم
آن تونغبراسوم (بالتايلاندية: แอน ทองประสม؛ من مواليد 1 نوفمبر 1976) ممثلة وعارضة أزياء ومنتجة تايلاندية، لعبت دور البطولة في العديد من المسلسلات التايلاندية خلال العقد الأول من القرن الحادي والعشرين. لعبت دور البطولة في الفيلم الرومانسي الدرامي "الرسالة: رسالة حب" عام 2004.